# Red (canção de Hyuna)
"Red" é uma canção da cantora sul-coreana Hyuna, incluída em seu terceiro EP, A Talk, lançado em 27 de julho de 2014.

## Recepção da crítica
O single "Red" alcançou o 3º lugar no Gaon Weekly Digital Chart. Em 6 de agosto de 2014, Hyuna ganhou seu primeiro prêmio em uma programa de música no Show Champion, da MBC Music, com "Red", e ganhou outro prêmio no mesmo programa na semana seguinte.
Apesar de chamar "Red" de "cinquenta tons de bagunça", Lucas Villa do AXS elogiou Hyuna por entregar um "clube de gostosas que faria Miley orgulhosa". A revista Rolling Stone colocou "Red" em 5º lugar em sua lista de fim de ano dos dez melhores videoclipes de 2014.
"Red" ficou em primeiro lugar no Chinese Music Charts por quatro dias consecutivos e chegou a ficar em primeiro lugar nas paradas musicais de Taiwan.

## Vídeo musical
O vídeo musical foi lançado em 28 de julho de 2014.
Em 31 de julho de 2014, "Red" alcançou a primeira posição por quatro dias consecutivos no Yin Yue Tai V-Chart, um site de videoclipes da china.

## Prêmios e indicações
| Ano  | Prêmio                  | Trabalho nomeado | Categoria                     | Resultado |
| ---- | ----------------------- | ---------------- | ----------------------------- | --------- |
| 2014 | Golden Disk Awards      | "Red"            | Digital Bonsang               | Venceu    |
| 2014 | Mnet Asian Music Awards | "Red"            | Song of the Year              | Indicado  |
| 2014 | Mnet Asian Music Awards | "Red"            | Best Dance Performance - Solo | Indicado  |
| 2014 | Seoul Music Awards      | "Red"            | Dance Performance Award       | Venceu    |

## Charts
| Chart (2014)              | Posição |
| ------------------------- | ------- |
| Gaon Digital Chart        | 3       |
| Chinese Music Charts      | 1       |
| Taiwan Music Charts       | 1       |
| World Digital Songs Chart | 5       |

## Créditos
- Hyuna - vocais, rap
- Seo Jae Woo - produção, composição, arranjo, música
- Kim Taeho - produção, arranjo, música
- BlueSun - composição
- Socrates - composição